# Llista de monestirs i convents de Catalunya
Llista de monestirs i convents de Catalunya anteriors a l'exclaustració de 1835.

## Alt Camp
| - Aiguamúrcia - Monestir de Santes Creus - Comanda de Sant Cristòfol de Selma - Comunitat de Sant Pere de Gaià - Alcover - Convent de Santa Anna - la Masó - Sots-comanda de la Mesó del Rourell - Puigpelat - Comanda de Vallmoll | - Valls - Convent de Sant Antoni Abat - Convent del Carme - Convent de la Mare de Déu del Lledó - Convent de Sant Francesc de Paula de Valls - Convent de la Presentació - Convent del Pati La Immaculada - Vila-rodona - Convent dels Dolors |

## Alt Empordà
| - Albanyà - Monestir de Sant Pere d'Albanyà - Monestir de Sant Llorenç del Mont (o de Sous) - Avinyonet de Puigventós - Comanda de Sant Joan d'Avinyonet, o d'Avinyó - Bàscara - Monestir de la Santa Creu i Sant Nicolau de Calabuig - Boadella d'Empordà - Monestir de Sant Martí de les Escaules - Cabanelles - Monestir de Sant Miquel de la Cirera - Monestir de Sant Romà de Casamor - Cabanes - Monestir de Sant Feliu de Cadins - Cantallops - Monestir de Sant Bartomeu de Bell-lloc - Castelló d'Empúries - Comanda de Sant Joan - Convent de Sant Francesc de Castelló d'Empúries - Convent de Santa Clara de Castelló d'Empúries - Convent de Sant Bartomeu. La Mercè - Convent de Sant Domènec - Convent de Santa Magdalena. Sant Agustí | - l'Escala - Monestir de Santa Maria de Vilanera - Convent de Santa Maria de Gràcia d'Empúries - Figueres - Convent dels Desamparats - Convent de Santa Maria de Jesús - Convent de Sant Roc - Garriguella - Monestir de Santa Maria del Camp, o dels Masos - la Jonquera - Priorat del Coll de Panissars - Lladó - Monestir de Santa Maria de Lladó - Llançà - Cel·la de Sant Genís del Terrer - Cel·la de Sant Martí de Vallmala o de Mallmala - Cel·la de Sant Silvestre de Valleta | - Masarac - Priorat de Santa Maria de l'Om - Ordis - Comunitat de Santa Maria de Pols - Pau - Monestir de Santa Maria de Penardell - Peralada - Monestir de Sant Joan ses Closes - Priorat de Peralada. Convent de Sant Domènec. El Roser - Monestir de Sant Bartomeu de Bell-lloc - Priorat del Sant Sepulcre - Monestir de Sant Miquel ses Closes - Convent del Carme - Pont de Molins - Canònica de Santa Maria del Roure - El Port de la Selva - Monestir de Sant Pere de Rodes - Cel·la de Sant Fruitós - Cel·la de Sant Baldiri de Tavellera - Rabós - Monestir de Sant Quirze de Colera | - Roses - Monestir de Santa Maria de Roses - Monestir de Santa Margarida dels Prats de Roses - Cel·la de Sant Cebrià de Penida - Cel·la de Magrigul - Sant Miquel de Fluvià - Monestir de Sant Miquel de Fluvià - Torroella de Fluvià - Monestir de Sant Tomàs de Fluvià - Vilabertran - Monestir de Santa Maria de Vilabertran - Vilanant - Priorat de Sant Salvador de Coquells - Vila-sacra - Abadia de Vila-sacra |

## Alt Penedès
| - Avinyonet del Penedès - Monestir de Sant Sebastià dels Gorgs - Comanda de Sant Salvador de les Gunyoles - les Cabanyes - Comanda de Sant Valentí de les Cabanyes - Gelida - Comanda de la Joncosa - Olèrdola - Monestir del Sant Sepulcre d'Olèrdola - Santa Margarida i els Monjos - Convent de Sant Ramon de Penyafort - Sant Pere de Riudebitlles - Priorat de Sant Pere de Riudebitlles | - Sant Quintí de Mediona - Monestir de Sant Quintí de Mediona - Sant Sadurní d'Anoia - Cel·la de Santa Maria i Sant Joan de Monistrol d'Anoia - Vilafranca del Penedès - Comanda de Sant Valentí, o del Penedès. Sant Joan - Convent de la Santíssima Trinitat - Convent de Sant Francesc de Vilafranca del Penedès - Convent de Santa Clara de Vilafranca del Penedès - Convent dels Caputxins, Mont Olivet - Convent de la Mare de Déu del Carme |

## Alt Urgell
| - Coll de Nargó - Comanda d'Isot - Estamariu - Monestir de Sant Vicenç de Pinsent - Montferrer i Castellbò - Monestir de Santa Cecília d'Elins - Monestir de Sant Martí d'Albet - Col·legiata de Santa Maria de Castellbò - Comanda de Santa Maria de Costoja - Organyà - Canònica de Santa Maria d'Organyà | - Ribera d'Urgellet - Monestir de Sant Andreu de Tresponts. Sant Iscle de Centelles - Monestir de Sant Climent de Codinet - la Seu d'Urgell - Canònica de Santa Maria - Canònica de Sant Miquel - Convent de Santa Magdalena. Sant Francesc - Convent de Sant Domènec - Convent de Sant Agustí - les Valls de Valira - Monestir de Sant Serni de Tavèrnoles - Monestir de Sant Martí de Bescaran |

### Sense localitzar
- Monestir de Sant Sadurní Agananse, o Aganès
- Monestir de Sant Jaume
- Monestir de Sant Andreu
- Monestir de Sant Andreu in Planezas

## Alta Ribagorça
| - el Pont de Suert - Monestir de Santa Maria de Lavaix - Priorat de Sant Joan de Viu | - Vilaller - Abadia de Sant Andreu de Barravés |

## Anoia
| - Calaf - Priorat de Sant Jaume de Calaf - Convent de les Nafres de Sant Francesc - Castellfollit de Riubregós - Monestir de Santa Maria del Priorat - Igualada - Cel·la de Santa Maria d'Igualada - Convent dels Caputxins - Convent de Sant Agustí | - la Llacuna - Monestir de Santa Maria de la Llacuna - Granja d'Ancosa - Piera - Convent de la Santíssima Trinitat - els Prats de Rei - Monestir de Sant Miquel de la Comanda - Veciana - Monestir de Santa Maria del Camí |

## Bages
| - Cardona - Canònica de Sant Vicenç - Comunitat de la Santíssima Trinitat - Convent de Sant Dídac - Castellfollit del Boix - Priorat de Sant Pere del Mont - Castellgalí - Monestir de Santa Margarida del Pla - l'Estany - Monestir de Santa Maria de l'Estany - Fonollosa - La Pabordia - Santa Maria de Caselles - Manresa - Monestir de Sant Pau - Monestir de Santa Maria de Valldaura - Canònica de Santa Maria de Manresa - Priorat de Sant Cristòfol - Convent de Santa Clara de Manresa | - - Convent de Sant Pere Màrtir - Convent de la Mare de Déu dels Àngels - Convent del Carme - Convent de Sant Francesc de Paula de Manresa - Convent de Sant Bartomeu - Convent de Sant Carles Borromeu - Marganell - Monestir de Santa Cecília de Montserrat - Monistrol de Montserrat - Monestir de Santa Maria de Montserrat - Navàs - Monestir de Santa Maria de les Esglésies - Rajadell - Priorat de Sant Miquel de Cirera - Priorat de Santa Llúcia de Rajadell - Sant Fruitós de Bages - Monestir de Sant Benet de Bages - Santpedor - Convent de Sant Francesc de Santpedor |

## Baix Camp
| - Prades - Convent de la Mercè. Santa Magdalena - Reus - Convent de Santa Maria de Jesús. Sant Francesc - Convent de Sant Joan Baptista - Convent de la Immaculada - Convent de Paüls | - Riudecanyes - Monestir de Sant Miquel d'Escornalbou - Riudoms - Convent de Sant Joan - la Selva del Camp - Comunitat de Santa Maria de Paretdelgada - Convent de Sant Rafael - Convent de Sant Agustí |

## Baix Ebre
| - l'Ametlla de Mar - Comanda de Sant Jordi d'Alfama - Benifallet - Convent de Sant Hilari de Cardó - Tortosa - Canònica de Santa Maria de Tortosa - Comanda Santa Maria de Tortosa - Comanda de Sant Joan de Jerusalem | - - Convent de Sant Blai. Trinitat - Convent de Sant Francesc de Montblanc. El Roser - Convent de Santa Maria de Jesús - Convent de Santa Clara de Tortosa - Col·legi de Sant Jordi i Sant Domingo - Convent de la Mercè. Santa Caterina - Convent de la Puríssima Concepció - Convent dels Caputxins - Convent del Miracle |

## Baix Empordà
| - Begur - Convent de Santa Reparada - la Bisbal d'Empordà - Convent de Sant Sebastià. Sant Francesc - Calonge - Monestir de Santa Maria del Collet, o del Mar. Sant Antoni - Castell d'Aro - Monestir de Vallvanera. Sant Cugat del Far | - Colomers - Cel·la de Santa Maria de Colomers - Cruïlles, Monells i Sant Sadurní de l'Heura - Monestir de Sant Miquel de Cruïlles - Foixà - Comanda de Sant Llorenç de les Arenes - Forallac - Monestir de Sant Climent de Peralta | - Garrigoles - Monestir de Sant Sadurní de Garrigoles - Palamós - Convent de la Mare de Déu de Gràcia - Palau-sator - Monestir de Sant Pau de Fontclara - Sant Feliu de Guíxols - Monestir de Sant Feliu de Guíxols - Serra de Daró - Monestir de Santa Coloma de Matella | - Torroella de Montgrí - Cel·la de Sant Pere i Santa Maria de Càrcer - Convent de Sant Agustí - Ullà - Monestir de Santa Maria d'Ullà |

## Baix Llobregat
| - Castelldefels - Sant Feliu i Santa Maria de Castelldefels - Castellví de Rosanes - Monestir de Miralles. Casa de Déu - Cervelló - Priorat de Sant Ponç de Corbera - Martorell - Priorat de Sant Genís de Rocafort - Convent de Caputxins | - Sant Boi de Llobregat - Convent de la Visitació (Sant Boi de Llobregat) - Sant Just Desvern - Monestir de Sant Joan de l'Erm o Salerm, o del Coll - Viladecans - Comunitat de Santa Maria de Sales |

## Baix Penedès
| - Banyeres del Penedès - Monestir de Santa Maria de Banyeres | - Santa Oliva - Monestir de Santa Maria i Sant Esteve de Santa Oliva |

## Barcelonès
- Badalona
  - Convent de la Divina Providència
  - Monestir de Sant Jeroni de la Murtra
- Barcelona
  - Monestir de Sant Pau del Camp
  - Monestir de la Mare de Déu del Coll
  - Santa Maria de Font-Rúbia
  - Monestir de Sant Pere de les Puelles
  - Monestir de Santa Maria de Natzaret
  - Monestir de Santa Maria de Valldonzella
  - Convent de Sant Jeroni de la Vall d'Hebron
  - Convent de Sant Maties
  - Monestir de Santa Margarida
  - Canònica de la Catedral de Barcelona
  - Monestir de Santa Eulàlia del Camp
  - Monestir de Santa Maria de Montalegre
  - Monestir de Santa Anna de Barcelona
  - Comanda de Santa Maria de Palau
  - Comanda de Sant Joan de Jerusalem
  - Convent de Santa Maria de Jonqueres
  - Convent Sant Antoni Abat
  - Convent de la Trinitat
  - Convent de Sant Francesc de Barcelona
  - Convent de Santa Maria de Jesús de Gràcia
  - Col·legi de Sant Bonaventura
  - Convent de Santa Clara de Barcelona
  - Monestir de Santa Maria de Pedralbes
  - Convent de Santa Margarida
  - Convent de Santa Elisabet. Elisabets
  - Convent de la Divina Providència
  - Convent de la Mercè Capella Reial
  - Convent de Sant Pere Nolasc
  - Convent de Santa Caterina
  - Col·legi de Sant Vicent i Sant Ramon
  - Convent de Santa Maria de Jerusalem
  - Monestir de Santa Maria de Montsió
  - Convent de la Mare de Déu dels Àngels. Peu de la Creu
  - Convent de la Mare de Déu del Carme
  - Convent del Sant Àngel
  - Convent de l'Encarnació
  - Convent de Sant Agustí
  - Convent de Sant Guillem d'Aquitània
  - Convent de Santa Maria Magdalena
  - Nostra Senyora de la Victòria
  - Convent de Santa Maria Egipcíaca
  - Monestir de les Santes Relíquies
  - Convent de Sant Francesc de Paula de Barcelona
  - Sant Bertran de Montjuïc
  - Convent de Jesús Maria
  - Convent de Santa Eulàlia de Sarrià
  - Convent de Montcalvari
  - Convent de Santa Madrona
  - Convent de Santa Margarida la Reial
  - Convent de Sant Josep
  - Convent dels Josepets de Gràcia
  - Convent de la Immaculada Concepció. Santa Teresa
  - Convent de Santa Mònica
  - Convent de la Mare de Déu de la Bonanova
  - Convent del Bonsuccés
- Sant Adrià de Besòs
  - Canònica de Sant Adrià

## Berguedà
| - Berga - Monestir de Santa Maria de Montbenet - Comanda de Sant Joan de Berga - Convent de Sant Francesc de Berga - Convent de la Magdalena. La Mercè - Capolat - Monestir de Sant Salvador de Mata - Casserres - Priorat de Sant Pere de Casserres - Cercs - Monestir de Sant Salvador de la Vedella - Guardiola de Berguedà - Monestir de Sant Llorenç prop Bagà - Olvan - Monestir de Santa Maria de Valldaura | - la Pobla de Lillet - Monestir de Santa Maria de Lillet - Puig-reig - Comanda de Puig-reig - la Quar - Monestir de Sant Pere de la Portella - Sagàs - Convent de Sant Martí de Biure - Saldes - Monestir de Sant Sebastià de Sull o d'Urgent - Comunitat de Santa Maria de Gresolet - Sant Jaume de Frontanyà - Monestir de Sant Jaume de Frontanyà - Viver i Serrateix - Monestir de Santa Maria de Serrateix - Monestir de Sant Joan de Montdarn |

### Sense localitzar
- Monestir de Sant Vicenç dels Torrents

## Cerdanya
| - Alp - Monestir de Sant Esteve i Sant Hilari d'Umfred o Riufred - Comunitat de Sant Pere d'Alp - Bellver de Cerdanya - Monestir de Santa Maria de Talló - Ger - Monestir de Sant Pere de Ger | - Lles - Comunitat de Sant Marcel d'Arànser - Puigcerdà - Convent de Sant Francesc de Puigcerdà - Convent de Santa Clara de Puigcerdà - Convent de Sant Domènec |

## Conca de Barberà
| - Barberà de la Conca - Comanda de Sant Salvador de Barberà - l'Espluga de Francolí - Sots-comanda de Sant Miquel - Montblanc - Convent de Sant Francesc - Santuari i convent de la Mare de Déu de la Serra - Convent de la Mercè. El Miracle - Convent de Santa Maria dels Prats - les Piles - Priorat de Sant Joan de Biure, o Benviure | - Pontils - Santuari i convent de Sant Magí de Brufaganya - Santa Coloma de Queralt - Monestir de Santa Maria de Bell-lloc - Savallà del Comtat - Comanda de Segura - Vallfogona de Riucorb - Sots-comanda de Vallfogona de Riucorb - Vimbodí - Monestir de Santa Maria de Poblet |

## Garraf
| - Cubelles - Monestir de Sant Pere - Sant Pere de Ribes - Monestir de Sant Jeroni de Mont Olivet | - Sitges - Monestir de Sant Vicenç de Garraf o Pedrabona - Vilanova i la Geltrú - Convent dels Caputxins - Convent dels Dolors. Josepets |

## Garrigues
| - les Borges Blanques - Convent del Carme | - l'Espluga Calba - Comanda de l'Espluga Calba |

## Garrotxa
| - Besalú - Monestir de Sant Pere de Besalú - Canònica de Sant Genís i Sant Miquel - Canònica de Santa Maria de Besalú - Beuda - Monestir del Sant Sepulcre de Palera - Maià de Montcal - Monestir de Santa Magdalena de Maià, o Santa Maria de Jonqueres - Mieres - Cel·la de Sant Pere de Mieres - Montagut i Oix - Monestir de Sant Aniol d'Aguja - Monestir de Sant Martí de Talaixà - Cel·la de Santa Bàrbara de Pruneres - Olot - Convent de la Mare de Déu del Carme - Convent dels Caputxins | - Riudaura - Monestir de Santa Maria de Ridaura - Sant Aniol de Finestres - Monestir de Santa Maria de Finestres - Santa Pau - Cel·la de la Mare de Déu dels Arcs - Monestir de Sant Julià del Mont - Monestir de Sant Vicenç del Sallent - Sant Ferriol - Priorat de Santa Maria del Collell - Sant Joan les Fonts - Monestir de Sant Joan les Fonts - la Vall d'en Bas - Priorat de Sant Corneli i Santa Magdalena del Mont - Monestir de Santa Maria de Puigpardines |

## Gironès
| - Aiguaviva - Comanda d'Aiguaviva - Cervià de Ter - Monestir de Santa Maria de Cervià - Girona - Monestir de Sant Pere de Galligants - Monestir de Sant Daniel - Monestir de Santa Maria de Cadins - Santa Susagna del Mercadal - Canònica de Sant Feliu - Canònica de Santa Maria - Canònica de Sant Martí Sacosta - Convent de Sant Francesc de Girona - Convent de la Puríssima Concepció - Santa Clara - Convent de la Mercè - Convent de Sant Domènec - L'Anunciació | - - Convent de Santa Caterina de Siena - Les Beates - Convent del Carme - Convent de Sant Agustí - Convent de Santa Magdalena - Convent de Sant Francesc de Paula de Girona - Convent de la Mare de Déu de les Ermites - Convent del Corpus Christi - Convent de Sant Antoni - Convent de l'Anunciació - Convent de Sant Josep (Girona) o Josepets - Juià - Monestir de Sant Joan de l'Erm, o Salerm - Sant Gregori - Monestir de Sant Medir - Sant Julià de Ramis - Canònica de Sant Vicenç de la Roca o de les Roquetes |

## Maresme
| - Arenys de Mar - Convent del Paradís - Argentona - Priorat de Sant Pere de Clarà - Cabrera de Mar - Comunitat de Santa Margarida de Viver - Calella - Convent de Santa Maria dels Socors, o de Cervelló - Mataró - Convent de la Mare de Déu de l'Esperança - Convent de l'Assumpció - Convent de Sant Josep - Convent de la Immaculada | - Sant Andreu de Llavaneres - Comunitat de Sant Pere del Morrell - Sant Pol de Mar - Monestir de Sant Pol del Maresme - Tiana - Priorat de Santa Maria de Montalegre - Cartoixa de Santa Maria de Montalegre - Tordera - Canònica de Santa Maria de Roca-rossa |

## Montsià
| - Amposta - Castellania d'Amposta - Sant Carles de la Ràpita - Priorat de Santa Maria de la Ràpita - Comanda de Santa Maria de la Ràpita - la Sénia - Comanda de la Sénia | - Ulldecona - Comanda de Santa Maria d'Ulldecona - Convent del Roser (Ulldecona) - Convent de Santa Maria Magdalena - les Agustines |

## Noguera
| - Àger - Canònica de Sant Pere d'Àger - Priorat de Sant Llorenç de la Roca, o d'Ares - Artesa de Segre - Monestir de Sant Miquel de Montmagastre - les Avellanes i Santa Linya - Monestir de Santa Maria de Bellpuig Vell - Balaguer - Monestir de Santa Maria de les Franqueses - Col·legiata de Santa Maria d'Almatà - Col·legiata de Sant Salvador - Col·legiata de Santa Maria Major - Convent de la Santíssima Trinitat - Convent de la Mare de Déu de les Parrelles - Convent de Sant Francesc de Balaguer - Convent de Santa Maria de Jesús - Sant Francesc - Convent de Santa Clara de Balaguer - Convent de Sant Domènec - Convent de Santa Teresa. Sant Josep - la Baronia de Rialb - Monestir de Santa Maria de Gualter - Monestir de Sant Cristòfol de Salinoves | - Bellcaire d'Urgell - Priorat de Sant Pere de Pedrís - Castelló de Farfanya - Priorat de Santa Maria - Foradada - Convent de Santa Maria de Salgar - Os de Balaguer - Monestir de Santa Maria de Bellpuig de les Avellanes - Cel·la de Sant Climent de Tragó - Monestir de Santa Maria de Vallverd - Monestir de Santa Maria d'Aguilar - Ponts - Col·legiata de Sant Pere - Col·legiata de Santa Maria i Sant Pere - Convent de Sant Francesc de Paula de Ponts - Térmens - Comanda de Sant Joan de Térmens - Vilanova de Meià - Monestir de Santa Maria de Meià - Monestir de Sant Pere del Bac |

## Osona
| - Balenyà - Comunitat de Santa Maria de Savall - Calldetenes - Convent de Sant Tomàs de Riudeperes - Gurb de la Plana - Pabordia d'Osona o de Palau - Convent de l'Esperança - Lluçà - Monestir de Santa Maria de Lluçà - Manlleu - Canònica de Santa Maria de Manlleu - les Masies de Roda - Monestir de Sant Pere de Casserres - Canònica de Santa Magdalena de Conangle - Oristà - Monestir de Sant Nazari de la Garriga - l'Esquirol - Canònica de Santa Margarida de Sescorts, o de Vila-seca - Sant Boi de Lluçanès - Canònica de Sant Salvador de Bellver, o d'Orís | - Sant Julià de Vilatorta - Canònica de Sant Llorenç del Munt, o de Planeses - Sant Martí de Centelles - Canònica de Sant Esteve de Centelles - Vic - Canònica de la Catedral de Vic - Canònica de Santa Margarida - Priorat de Sant Joan de Jerusalem - Convent de la Santíssima Trinitat - Convent de Sant Francesc de Vic - Convent del Remei - Convent de Santa Clara de Vic - Convent de la Mercè - Convent de Sant Domènec. El Roser - Convent del Carme (Vic) - Convent de la Presentació. Les Davallades - Convent dels Caputxins - Convent de Sant Josep - Convent de Santa Teresa - Vilanova de Sau - Monestir de Santa Maria de Vallclara, o de Vilanova de Sau |

## Pallars Jussà
| - Castell de Mur - Canònica de Santa Maria de Mur - Priorat de Santa Llúcia de Mur - Priorat de Sant Miquel de Cellers, o del Congost - Gavet de la Conca - Cel·la de Sant Privat de Montllor - Priorat de Santa Maria de Bonrepòs - Isona i Conca Dellà - Cel·la de Sant Vicenç de Fontclara o Isona - Canònica de Sant Sadurní de Llordà - Canònica de Santa Maria de Covet - Convent de Santa Maria de Conques. Santa Clara - la Pobla de Segur - Monestir de Sant Pere de les Maleses | - Sarroca de Bellera - Monestir de Sant Julià de Sentís - Senterada - Monestir de Santa Maria de Senterada - Monestir de Sant Genís de Bellera - Talarn - Comanda de Sant Joan de Susterris, Sant Antoni - Tremp - Cel·la de Santa Maria de Tercui - Pabordia de Sant Pere de Tercui - Canònica de Santa Maria de Valldeflors - Priorat de Sant Joan de Palau de Noguera - Convent de Sant Jaume de Pallars. Schola Christi - Convent de la Mare de Déu de la Gràcia |

## Pallars Sobirà
| - Alt Àneu - Monestir de Sant Joan d'Isil - Baix Pallars - Monestir de Santa Maria de Gerri - Cel·la de Sant Fruitós de Balestui - Monestir de Sant Esteve de Perabella - Monestir de Sant Esteve de Servàs - Esterri d'Àneu - Canònica de Sant Vicenç d'Esterri - la Guingueta d'Àneu - Monestir de Santa Maria d'Àneu - Monestir de Sant Pere del Burgal | - Llavorsí - Monestir de Sant Pere de Vellanega - Rialp - Monestir de Sant Vicenç d'Oveix o Insitil - Soriguera - Priorat de Santa Maria de Vilamur - Sort - Monestir de Santa Maria de Bernui - Monestir de Sant Vicenç de Saurí - Monestir de Santa Maria de Soler - Cel·la de Sant Esteve de Menauri |

## Pla d'Urgell
| - Barbens - Comanda de Barbens - Bellvís - Convent de Santa Maria de les Sogues | - Fondarella - Monestir de Sant Nicolau de l'Hospitalet o de Fondarella |

## Pla de l'Estany
| - Banyoles - Monestir de Sant Esteve de Banyoles - Convent de Sant Martirià | - Cornellà del Terri - Cel·la de Sant Andreu del Terri - Vilademuls - Canònica de Santa Maria d'Olives |

## Priorat
| - Cabacés - Monestir de Santa Maria de Vallclara de Montsant - Marçà - Convent de Sant Marçal - la Morera de Montsant - Monestir de Santa Maria de Montsant - Monestir de Santa Maria de Bonrepòs - Cartoixa de Santa Maria d'Escaladei | - Poboleda - Monestir de Santa Maria de Poboleda - Ulldemolins - Ermitatges del coll de Mònecs - Sant Bartomeu de Fraguerau |

## Ribera d'Ebre
| - Ascó - Comanda d'Ascó - Flix - Priorat de Santa Maria de Flix - Miravet - Comanda de Miravet | - Móra d'Ebre - Convent de Sant Antoni de Pàdua - Riba-roja d'Ebre - Sots-comanda de Riba-roja |

## Ripollès
| - Camprodon - Monestir de Sant Pere de Camprodon - Canònica de Sant Nicolau del Castell - Convent del Carme. La Concepció | - Ripoll - Monestir de Santa Maria de Ripoll - Sant Joan de les Abadesses - Monestir de Sant Joan de les Abadesses |

## Segarra
| - Cervera - Priorat de Sant Pere Gros de Cervera - Convent de Santa Caterina - Comanda de Sant Joan de Cervera - Convent de Sant Antoni - Convent de Sant Francesc de Cervera - Convent de Santa Maria de Jesús - Convent de Santa Clara de Cervera - Convent de Sant Domènec - Convent de Sant Agustí (Cervera) - Convent i església de Sant Francesc de Cervera - Convent del Miracle - Granyena de Segarra - Comanda de Granyena | - Guissona - Col·legiata de Santa Maria de Guissona - Convent de Santa Mònica (Guissona) - Convent de l'Assumpta i Sant Miquel - Ribera d'Ondara - Monestir de Sant Pere dels Arquells - Sanaüja - Canònica de Santa Maria - Convent de Santa Maria del Pla - Sant Ramon - Convent de Sant Ramon de Portell - Torà - Monestir de Sant Celdoni i Ermenter de Cellers - Convent de Sant Antoni de Pàdua |

## Segrià
| - Alguaire - Comanda de Sant Joan d'Alguaire - Corbins - Comanda de Sant Jaume de Corbins - Lleida - Monestir de Sant Benet de Lleida - Abadia de Sant Hilari - Canònica de Sant Ruf - Cartoixa d'Araceli - Cartoixa de Santa Maria de Butsènit - Canònica de Santa Maria l'Antiga - Comanda de Santa Maria de Gardeny - Comanda de Sant Joan - Convent de Sant Antoni Abat - Convent de la Santíssima Trinitat - Convent de Sant Francesc de Lleida - Convent de Santa Maria de Jesús | - - Convent de Santa Clara de Lleida. Els Àngels - Convent de la Mercè. Santa Eulàlia - Convent de Sant Domènec, posteriorment Convent del Roser - Convent de la Mare de Déu del Carme - Convent de Santa Maria de l'Horta - Convent de Sant Antoni de Pàdua - Convent de Sant Josep - Convent de Sant Anastasi. El Sagrat Cor. Santa Teresa - Massalcoreig - Monestir de Santa Maria d'Escarp - Seròs - Monestir de Nostra Senyora dels Àngels d'Avinganya - Sonadell - Comanda de Sudanell - Torres de Segre - Sots-comanda de Torres de Segre |

## Selva
| - Amer - Monestir de Santa Maria d'Amer - Blanes - Convent de Santa Anna de Blanes - Breda - Monestir de Sant Salvador de Breda - Hostalric - Convent de Sant Francesc de Paula d'Hostalric | - Maçanet de la Selva - Monestir de Santa Maria de Valldemaria - Santa Coloma de Farners - Monestir de Sant Pere Cercada - Convent de Sant Salvi de Cladells - Municipi de Susqueda (més accessible i proper a la vila d'Osor) - Santuari de la Mare de Déu del Coll |

## Solsonès
| - Navès - Monestir de Sant Pere de Ventolra o de Cavall - Monestir de Sant Pere de Graudescales - Sant Llorenç de Morunys - Monestir de Sant Llorenç de Morunys - Monestir de Santa Maria de Lord | - Solsona - Canònica de Santa Maria de Solsona - Convent de Sant Miquel i Sant Gabriel - Convent dels Caputxins |

## Tarragonès
| - Renau - Comanda de Renau - Tarragona - Monestir de Santa Magdalena de Bell-lloc - Canònica de la catedral de Santa Tecla - Convent de la Santíssima Trinitat - Convent de Sant Francesc de Tarragona | - - Convent de Santa Clara de Tarragona - Convent de la Mercè - Convent de Sant Domènec - Convent dels Sants Reis. Sant Agustí - Convent de Sant Fructuós - Convent de Sant Llorenç - Convent de Sant Josep i Santa Anna |

## Terra Alta
| - Batea - Sots-comanda de Sant Joan d'Algars - Gandesa - Sots-comanda de Gandesa - Convent de la Fontcalda | - Horta de Sant Joan - Comanda d'Horta - Convent de la Mare de Déu dels Àngels, o Sant Salvador d'Horta - Vilalba dels Arcs - Comanda de Vilalba dels Arcs |

## Urgell
| - Agramunt - Convent de Sant Bonaventura (Agramunt) - Convent de la Mercè - Anglesola - Monestir de Sant Pere de Paganell - Convent de la Trinitat - Bellpuig - Convent de Sant Bartomeu - Ciutadilla - Convent del Roser (Ciutadilla) - Guimerà - Monestir de Santa Maria de la Bovera - Monestir de Santa Maria de Vallsanta | - Tàrrega - Monestir de Santa Maria del Pedregal - Convent de Sant Antoni Abat - Convent de Sant Francesc de Tàrrega - Convent de Santa Clara de Tàrrega - Convent de la Mercè - Convent de Santa Llúcia. El Carme - Convent de Sant Agustí (Tàrrega) - Convent de Sant Josep - Vallbona de les Monges - Monestir de Santa Maria de Vallbona de les Monges - Monestir de Santa Maria del Tallat |

## Vall d'Aran
- Viella-Mig Aran
  - Canònica de Santa Maria de Mig Aran

## Vallès Occidental
| - Castellbisbal - Monestir de Santa Magdalena i Santa Margarida - Cerdanyola del Vallès - Monestir de Santa Maria de Valldaura - Matadepera - Monestir de Sant Llorenç del Munt - Palau de Plegamans - Comanda de Santa Magdalena de Palau-solità - Sabadell - Monestir de Sant Vicenç de Jonqueres - Monestir de Sant Salvador d'Arraona - Convent de Caputxins | - Sant Cugat del Vallès - Monestir de Sant Cugat del Vallès - Terrassa - Cartoixa de Vallparadís - Monestir de Santa Maria de Terrassa - Convent de Sant Francesc de Terrassa - Convent del Carme (Terrassa) |

## Vallès Oriental
| - Bigues i Riells - Monestir de Sant Miquel del Fai - Castellterçol - Monestir de Sant Fruitós de Castellterçol - Fogars de Montclús - Monestir de Santa Magdalena de Mosqueroles - Comunitat de Santa Fe de Montseny - la Garriga - Monestir de Santa Maria del Camí - Granollers - Convent de Sant Francesc de Paula de Granollers - Convent de l'Assumpció - Montseny - Monestir de Sant Marçal de Montseny | - Sant Antoni de Vilamajor - Comunitat de Sant Jaume de Rifà - Sant Celoni - Monestir de Sant Celoni - Comanda de Sant Celoni - Convent de Bellver - Sant Pere de Vilamajor - Comunitat de Sant Pere de Vilamajor - Tagamanent - Monestir de Santa Maria de Tagamanent - Vallgorguina - Cel·la de Sant Genís i Santa Eulàlia de Tapioles |